# Miloš Vuković

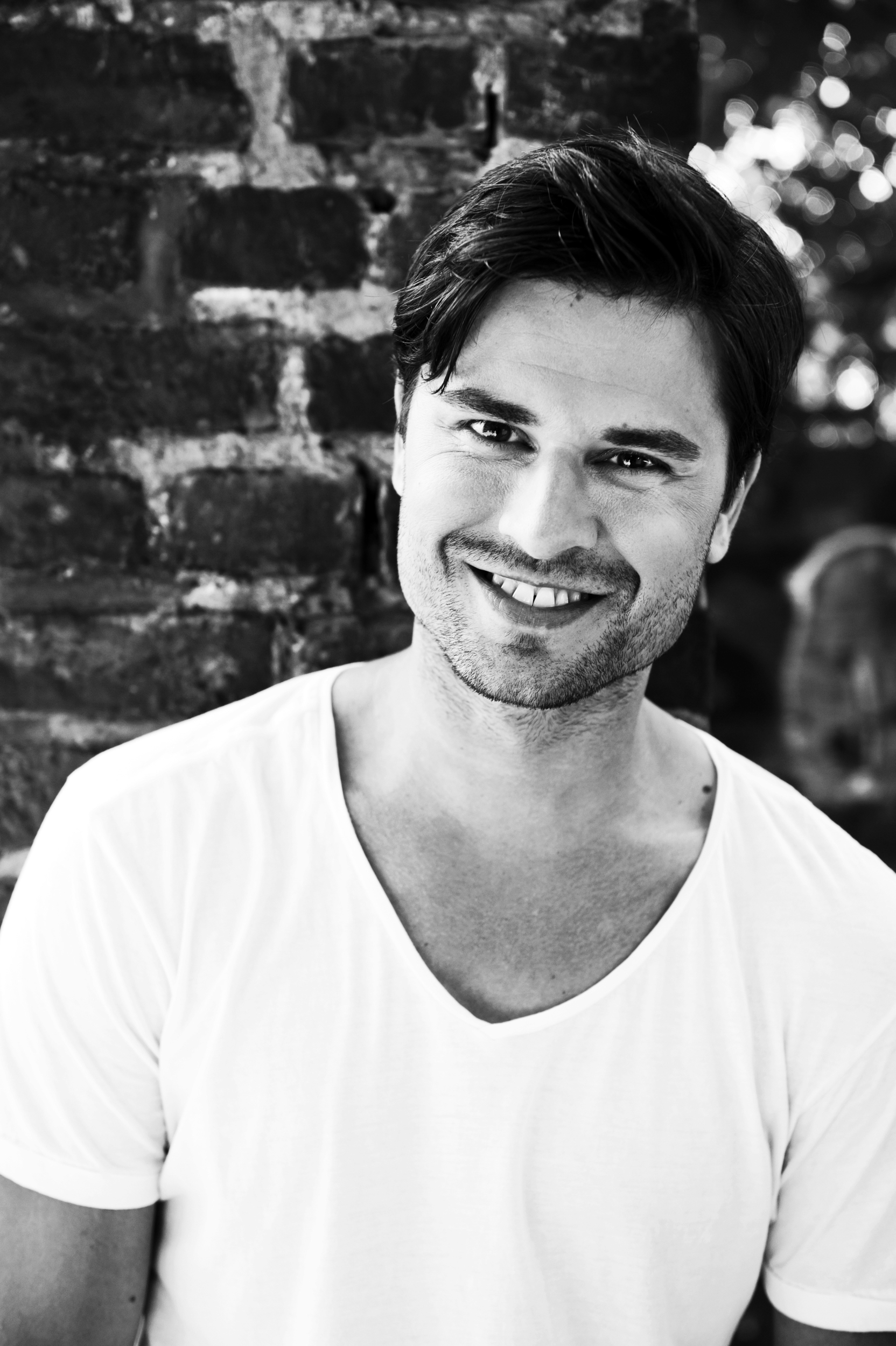
Miloš Vuković, 2021

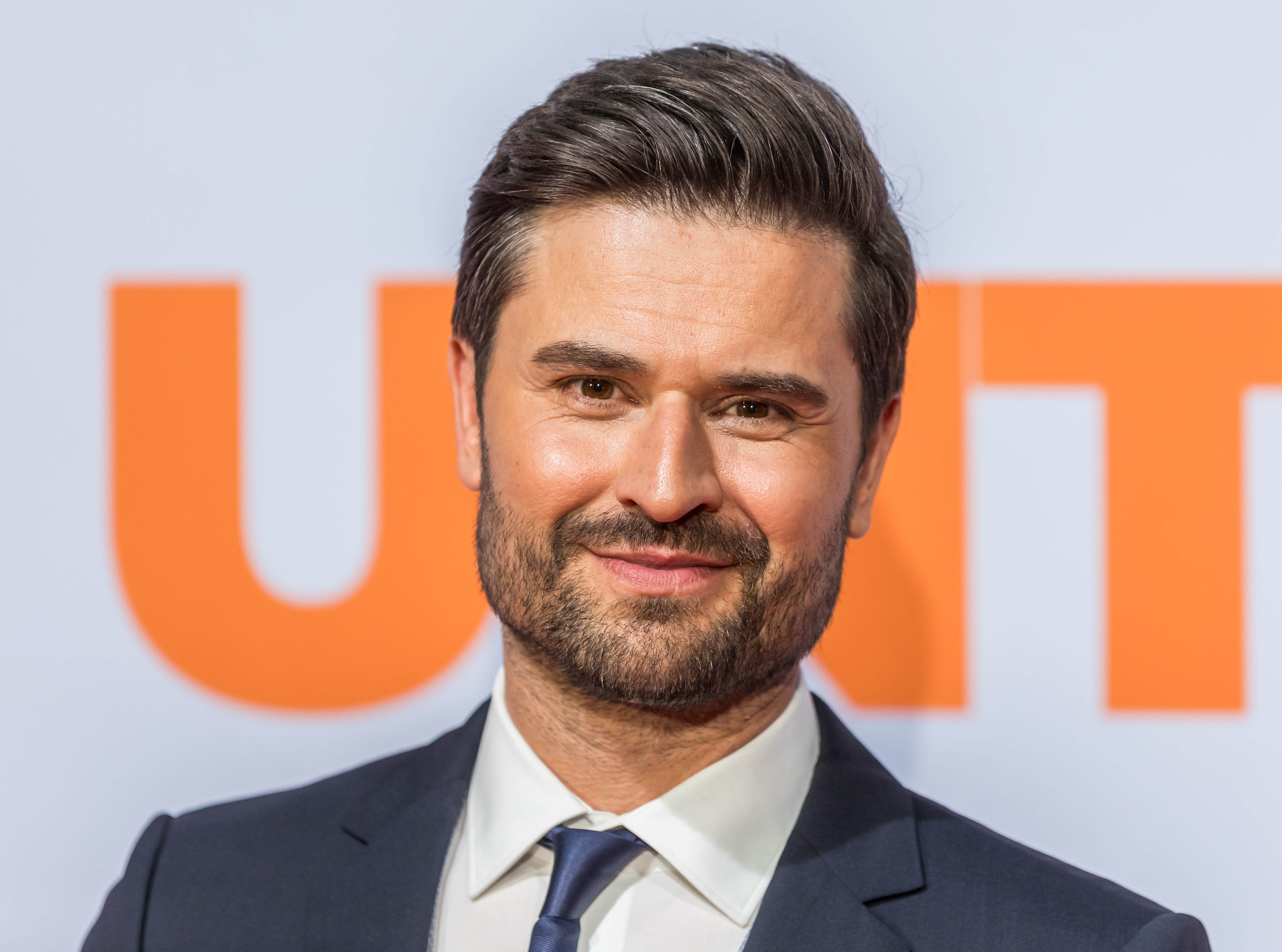
Miloš Vuković, 2024

Miloš Vuković (* 20. Juli 1981 in Koblenz) ist ein deutscher Schauspieler.

## Leben
Miloš Vuković wurde bei der Bravo-Talent-Wahl 1999 entdeckt und stand ein halbes Jahr später zum ersten Mal vor der Kamera. Bekannt wurde er durch seine Mitwirkung in der RTL-Serie Unter uns, in der er seit März 2000 die Rolle des Paco Weigel spielt. Seit seinem Einstieg in die Serie bekam er am Set Schauspielunterricht von Ursula Michelis, Hanfried Schüttler und Manfred Schwabe. Der Schauspieler wirkte auch in weiteren Film- und Fernsehproduktionen mit.
Von den Bravo-Lesern wurde Vuković 2004 in der Kategorie „Bester TV-Star“ auf Platz drei gewählt und erhielt den Bronzenen Otto.
Miloš Vuković war 2011 als Moderator an der Seite von Bärbel Schäfer bei den RTL-II-Shows „Wer wird Deutschlands Bester?“ im Einsatz. In der im März 2015 gestarteten RTL-Show Let’s Dance tanzte er an der Seite von Cathrin Hissnauer. Das Paar schied in der 4. Show aus.
2020 stand Miloš Vuković neben Katja Riemann für den neuen Otto-Waalkes-Kinofilm „Catweazle“ (Tobis Film) unter der Regie von Sven Unterwaldt vor der Kamera.
Miloš Vuković lebt in Köln, ist verheiratet und hat einen älteren Bruder.

## Filmografie
- seit 2000: Unter uns (TV-Serie/RTL)
- 2003: Pralinenmörder (Spielfilm)
- 2006: Verschwunden (Kurzfilm)
- 2006: Trauma (Spielfilm)
- 2010, 2014: Aktenzeichen XY … ungelöst (TV-Serie/ZDF)
- 2010: MEK 8 (TV-Serie/RTL2)
- 2011: Marie (Kurzfilm/KHM)
- 2012: Ein Fall für die Anrheiner (TV-Serie/WDR)
- 2012: Die Juwelen von Lenné (Spielfilm)
- 2012: Komasaufen (TV-Film/ARD)
- 2014: Das Tauris-Syndikat (Spielfilm)
- 2015: Neško (Diplomfilm/KHM)
- 2018: Ein Fall für zwei (TV-Serie/ZDF)
- 2018: Professor T. (TV-Serie/ZDF)
- 2019: Freundinnen – Jetzt erst recht (TV-Serie/RTL)
- 2021: Catweazle (Kino/Tobis Film, Regie: Sven Unterwaldt)

## Shows (Auswahl)
- 2005: Top of the Pops (TV-Show/RTL)
- 2007: Entern oder Kentern (TV-Show/RTL)
- 2011: Wer wird Deutschlands Bester? (TV-Show/RTL2)
- 2012: Der große Deutschland-Test / Folge: Wie gut kennst du deinen Körper? (TV-Show/RTL2)
- 2015: Let’s Dance (TV-Show/RTL)